# Симетричні функції алгебри логіки
Симетри́чні фу́нкції а́лгебри ло́гіки — функції алгебри логіки, які не змінюються при будь-якій перестановці їх змінних.
Симетричними функціями алгебри логіки є, наприклад, функції:
- x1 ∧ x2 ∧ … ∧ xn,
- x1 + x2 + … + xn (mod 2).

Клас симетричних функцій алгебри логіки є замкненим класом функцій алгебри логіки і дозволяє простішу (у порівнянні із класом всіх функцій) реалізації у вигляді схем або формул.